# Nova Colinas
Nova Colinas is een gemeente in de Braziliaanse deelstaat Maranhão. De gemeente telt 5.094 inwoners (schatting 2009).